# Clan Itakura

Lo stemma (mon) del clan Itakura

Il clan Itakura (板倉氏?, Itakura-shi) fu un clan giapponese che si mise in evidenza soprattutto durante il periodo Sengoku. La famiglia rivendicava la propria discendenza da Shibukawa Yoshiaki, figlio di Ashikaga Yasuuji, un parente degli shōgun Ashikaga. Nel corso del tempo il clan si divise in diversi rami che raggiunsero il rango di daimyō governando i domini di Bitchū-Matsuyama, Niwase, Fukushima e Annaka.
Il clan iniziò quando uno dei discendenti di Yoshiaki si trasferì nella provincia di Mikawa ed entrò al servizio del clan Matsudaira; in seguito gli Itakura divennero fudai daimyō ricoprendo ruoli importanti con l'instaurazione del nuovo shogunato Tokugawa.

## Genealogia[1]
Gli Itakura ebbero origine nella provincia di Mikawa del XVII° secolo. Dichiararono di discendere dallo Seiwa Genji attraverso il ramo Shibukawa della famiglia imperiale.
- Il ramo principale degli Itakura fu creato nel 1609. Dopo la battaglia di Sekigahara gli Itakura ricevettero importanti responsabilità durante la creazione del governo Tokugawa. Itakura Katsushige (1542-1624), figlio di Itakura Yoshishige (板倉 好重?; 1520-1561), fu bonzo fino all'età di 40 anni circa e abbandonò la sua strada quando viene chiamato da Tokugawa Ieyasu che lo nominò Suruga-bugyō nel 1586. Dopo la battaglia di Sekigahara venne nominato secondo Kyoto-shoshidai, e mantenne questa alta carica per vent'anni. Durante questo periodo vide un aumento significativo delle entrate assegnategli dallo shogunato. La sua importanza all'interno dello shogunato può essere misurata dalla crescita imponente del suo reddito annuale che salì a 40.000 koku anche se non governava nessun castello. Come compenso di sorta a Katsushige fu dato il titolo di Iga no kami. Itakura Shigemune (1587-1656) era il figlio maggiore di Katsushige e lo sostituì nella carica di Kyoto shoshidai nel 1620. Continuò a mantenere questo incarico fino al 1654. Due anni dopo divenne daimyō nel dominio di Sekiyado (50.000 koku) nella provincia di Shimōsa. Itakura Shigesato (1620-1660), figlio maggiore di Shigemune, era conosciuto come Awa no kami e deteneva il titolo di Jisha-bugyō. I suoi discendenti risiederanno successivamente nel dominio Kameyama nella provincia di Ise nel 1669; al dominio di Toba nella provincia di Shima nel 1710; a Kameyama nella provincia di Ise nel 1717; e infine, dal 1744 al 1868, a Matsuyama (50.000 koku) nella provincia di Bitchū. L'ultimo daimyō del clan divenne visconte con il rinnovamento Meiji.

- Un ramo cadetto degli Itakura fu creato nel 1624 tramite la discendenza di Itakura Shigemasa (1588-1638), secondo figlio di Itakura Katsushige. Fu ricompensato con 15.000 koku di entrate della provincia di Mikawa in riconoscimento della sua condotta durante l'assedio di Osaka nel 1615. Successivamente, Itakura Shigenori (1617-1673), figlio di Shigemasa, fu il jodai e rōjū di Osaka, e poi Kyoto shoshidai dal 1668. Nel 1672 ricevette il feudo di Kasuyama (60.000 koku) nella provincia di Shimotsuke. Itakura Shigetane (1640-1705), figlio di Shigenori, fu instaurato nel 1680 nel dominio di Iwatsuki nella provincia di Musashi, e l'anno seguente fu trasferito al dominio di Sakamoto nella provincia di Shinano. Più tardi Itakura Shigehiro  fu spostato nel dominio di Fukushima (80.000 koku) nella provincia di Mutsu, dove i suoi discendenti rimasero fino al rinnovamento Meiji del 1868. L'ultimo daimyō di questo ramo clan divenne visconte.

- Un altro ramo cadetto fu creato nel 1661. I membri di questo ramo risiedettero successivamente nel 1681 nel dominio Annaka (15.000 koku) nella provincia di Kōzuke; nel 1702 al dominio di Izumi (20.000 koku) nella provincia di Mutsu; nel 1746 al dominio di Sagara (25.000 koku) nella provincia di Tōtōmi; e infine, dal 1749 al 1868 tornarono al dominio Annaka (30.000 koku). L'ultimo daimyō di questo ramo clan divenne visconte.

- Un altro ramo cadetto fu creato 1683. Questo ramo degli Itakura visse ininterrottamente dal 1699 al 1868 nel dominio Niwase (20.000 koku) nella provincia di Bitchū. L'ultimo daimyō di questo ramo clan divenne visconte.